# Acystopteris
Acystopteris – rodzaj paproci należących do rodziny paprotnicowatych. Obejmuje trzy gatunki występujące w Azji południowo-wschodniej od Himalajów po Japonię i Nową Gwineę.

## Systematyka
W systemie PPG I z 2016 jeden z trzech rodzajów w rodzinie paprotnicowatych Cystopteridaceae.
Wykaz gatunków
- Acystopteris japonica (Luerss.) Nakai
- Acystopteris taiwaniana (Tagawa) Á.Löve & D.Löve
- Acystopteris tenuisecta (Blume) Tagawa